# Jules Champfleury
Jules François Felix Fleury-Husson (17. september 1820- 6. december 1889) var en fransk forfatter og kunst- og litteraturkritiker, som skrev og var mest kendt under pseudonymet Jules Champfleury. Han var især kendt for sin store opbakning til realismen i maleriet og litteraturen og for at være en af de første til at støtte maleren Gustave Courbet. Jules der selv kom fra små kår blev født i Laon, Aisne og døde i Sèvres.
Som romanforfatter tilsluttede Champfleury sig fra miden af 1800-tallet til den på daværende tidspunkt fremadstormende realisme i fransk litteratur og blev derefter en af bevægelsens mest fremtrædende fortalere. Blandt hans romaner fra denne tid er Chien-Caillou (1847), Les souffrances du professeur Delteil (1853), Les bourgeois de Molinchart (1855), samt Le violon de faïence (1862).
Champfleury skrev ligeledes flere kunst- og litteraturhistoriske værker, heriblandt Le frères Le Nain (1852, nyt oplag 1862), Le réalisme (1857), Histoires de faïences patriotiques sous la révolution (1866).